# Orges (Zwitserland)
Orges is een gemeente en plaats in het Zwitserse kanton Vaud, en maakt deel uit van het district Yverdon.
Orges telt 228 inwoners.

## Externe link

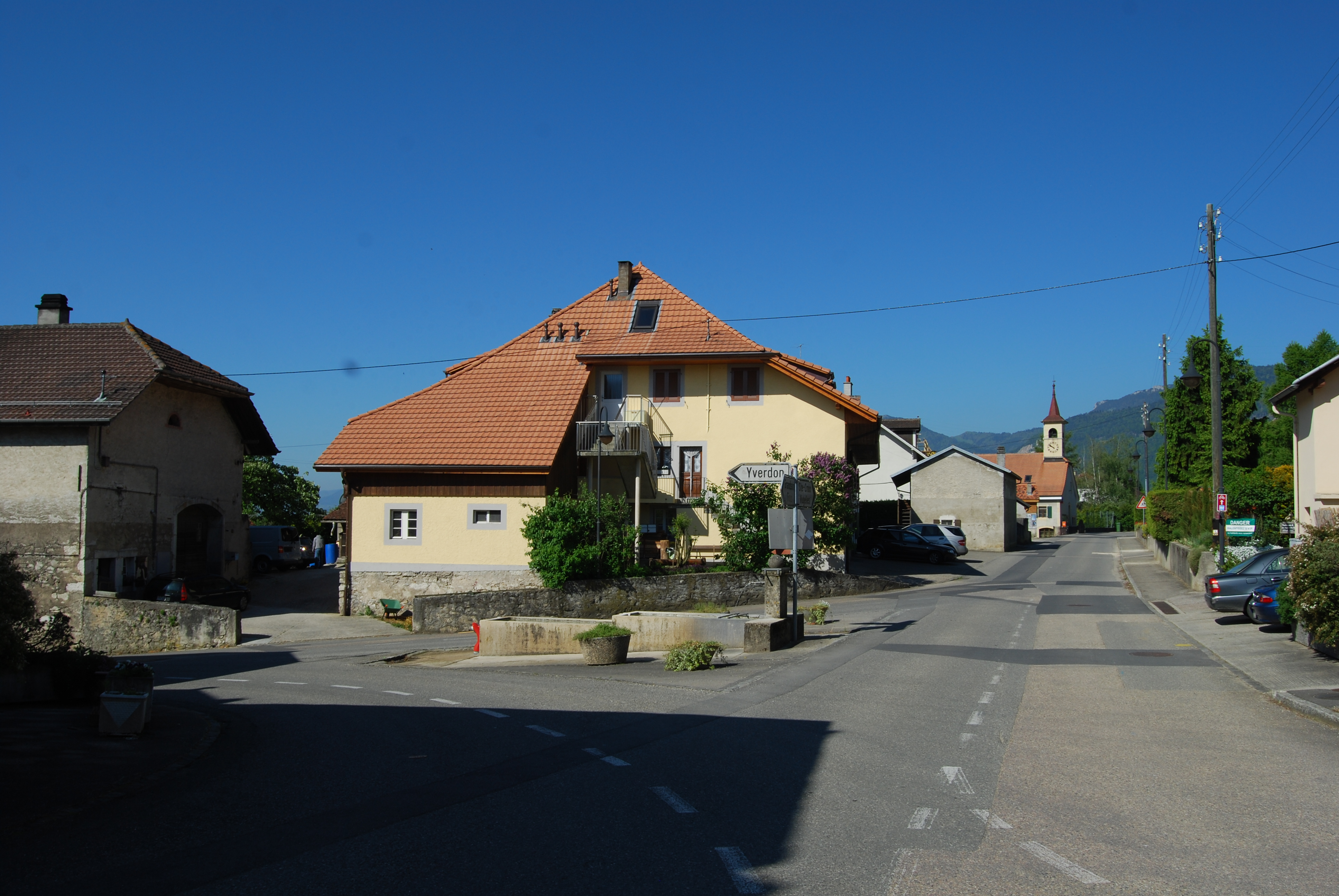
Orges